# Wet arbeidsongeschiktheidsverzekering zelfstandigen
De Wet arbeidsongeschiktheidsverzekering zelfstandigen (WAZ) was tussen 1998 en 1 augustus 2004 een verplichte Nederlandse verzekering die ondernemers het recht op een uitkering op het niveau van (maximaal) 70% van het minimumloon gaf als een zelfstandige of ondernemer arbeidsongeschikt werd.
De Wet van 6 juli 2004 tot wijziging van de Wet arbeidsongeschiktheidsverzekering zelfstandigen en enige andere wetten in verband met de beëindiging van de toegang tot die verzekering voor diegenen die op of na de inwerkingtreding van deze wet arbeidsongeschikt worden (Wet einde toegang verzekering WAZ) bepaalt dat zelfstandigen die op of na 1 augustus 2004 arbeidsongeschikt zijn geworden geen recht meer hebben op toekenning van een WAZ-uitkering. Lopende uitkeringen lopen nog steeds door, eind 2009 waren er 34.270 lopende WAZ-uitkeringen.
Een persoon wordt ook gezien als zelfstandige als diegene een meewerkend huwelijkspartner of beroepsbeoefenaar is. Beroepsbeoefenaren zijn bijvoorbeeld directeuren grootaandeelhouder, geestelijken en huishoudelijk personeel dat minder dan drie dagen per week werkt.
De WAZ was een verplichte verzekering die sterk leek op de WAO voor werknemers. De Nederlandse belastingdienst inde de premies jaarlijks via de belastingaanslag. De premie bedroeg voor 2003 8,8% van het belastbaar inkomen met een maximum van € 2196. De uitkering wordt verstrekt door het Uitvoeringsinstituut Werknemersverzekeringen (UWV).
De hoogte van de uitkering hangt af van:
- de mate waarin een persoon arbeidsongeschikt is;
- de uitkeringsgrondslag. De grondslag wordt bepaald door het inkomen voorafgaand in het jaar waarin de persoon arbeidsongeschikt werd.

Bij een maximale arbeidsongeschiktheid (vanaf 80%) is de maximale uitkering 70% van € 58,15 per dag (2003/2004) ofwel ca. € 14500 per jaar.
De WAZ-uitkering wordt ingetrokken als de betreffende persoon:
- minder dan 25% arbeidsongeschikt wordt;
- 67 wordt;
- overlijdt;
- zich niet aan de controlevoorschriften houdt;
- voor langer dan drie maanden vertrekt naar een land waarmee Nederland geen afspraken heeft over controle op de uitkeringen.

De WAZ is afgeschaft per 1 augustus 2004. Sindsdien kunnen ondernemers die een arbeidsongeschiktheidsverzekering willen, terecht bij particuliere verzekeraars. Verzekeraars kunnen ondernemers weigeren wanneer zij het risico te groot achten.
Bij de afschaffing van de WAZ kwam de ondernemer in dat geval in aanmerking voor een alternatieve verzekering waarvoor geen medische acceptatie geldt. Om in aanmerking te komen voor deze alternatieve verzekering, moest de ondernemer voor 1 november 2004 een arbeidsongeschiktheidsverzekering hebben aangevraagd. Ook de alternatieve verzekering wordt aangeboden door de particuliere verzekeraar.
Sinds 2008 is de uitkering voor zwangere ondernemers overgenomen door de Zelfstandig en Zwangerregeling (ZEZ). 